# RC-modellezés

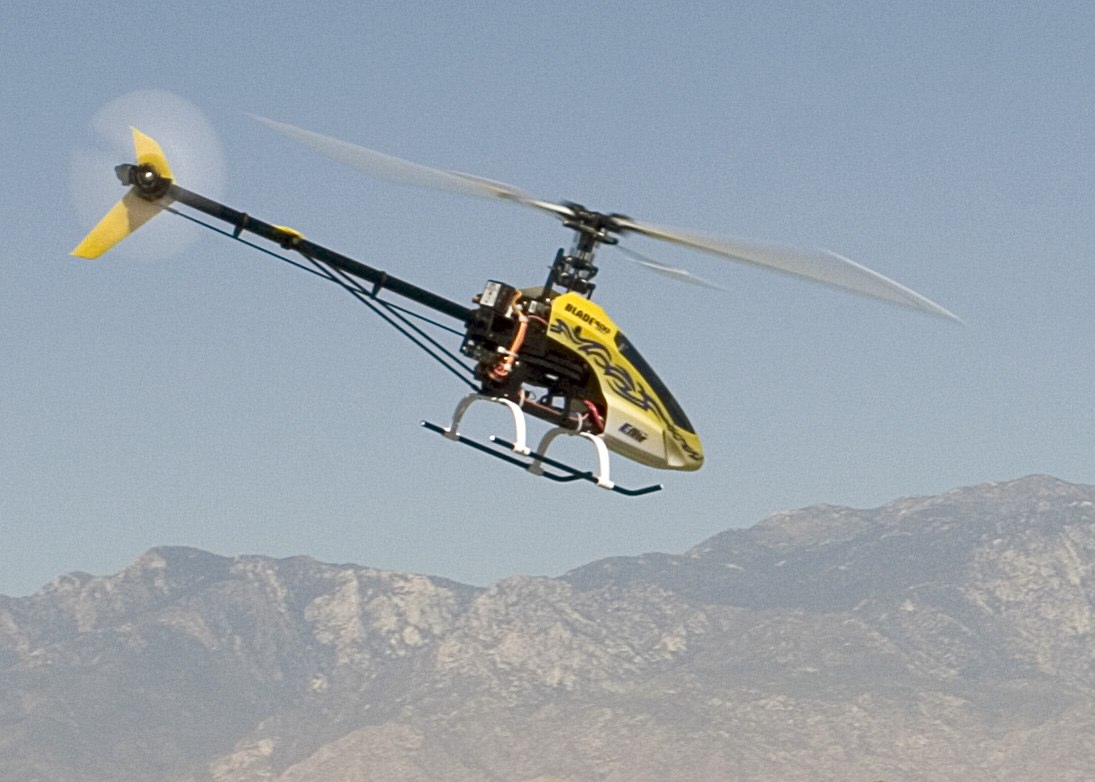
Rádióirányítású helikopter repülés közben

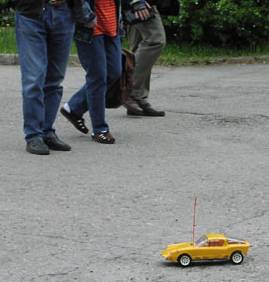
1:10 méretarányú rádió-távirányítású Saab Sonett II modellautó

Az RC-modellezés a rádióval távirányított modellekkel való hobbi célú tevékenység. (Az RC az angol Radio Controlled szavak rövidítése.) Az e célra használható frekvenciatartomány országonként eltérő. A járműveket egy maximum 2 watt teljesítményű (Magyarországon külön engedélyeztetés nélkül legfeljebb 100 mW-os) rádióadóról irányítják, és egy a modellben elhelyezett vevő fogadja a jeleket, hogy utána egy vagy több szervomotorral irányítsa azt.

## Modellezésfrekvenciák
Ma használatos modellező frekvenciatartományok: 26 MHz, 27 MHz, 35 MHz, 36 MHz, 40 MHz, 41 MHz, 72 MHz, 2,4 GHz
Országonként eltérőek lehetnek az engedélyezett frekvenciák, ezért mindig érdeklődni kell a helyileg illetékes hatóságoknál. Magyarországon a modellirányításra engedélyezett frekvenciákat a 2/2013. (I. 7.) NMHH rendelet sorolja fel. Engedélyezett effektív kisugárzott teljesítmény: 100 mW.
Ezen rádióberendezések az egyedi engedélyezés alól mentesítve vannak.

## Modellirányításra engedélyezett frekvenciák

### 27 MHz
```
Ch.	MHz.
1	26,965
2	26,975
3	26,985
4	26,995 Magyarországon engedélyezett
5	27,005
6	27,015
7	27,025
8	27,035
9	27,045 Magyarországon engedélyezett
10	27,055
11	27,065
12	27,075
13	27,085
14	27,095 Magyarországon engedélyezett
15	27,105
16	27,115
17	27,125
18	27,135
19	27,145 Magyarországon engedélyezett
20	27,155
21	27,165
22	27,175
23	27,185
24 	27,195 Magyarországon engedélyezett
25	27,205
26	27,215
27	27,225
28	27,235
29	27,245
30 	27,255
```

### 35 MHz
A-sáv HUN exkluzív csatornák csak légimodellek irányítására
```
Ch.	MHz.
60	35,000 Magyarországon engedélyezett
61	35,010 Magyarországon engedélyezett
62	35,020 Magyarországon engedélyezett
63	35,030 Magyarországon engedélyezett
64	35,040 Magyarországon engedélyezett
65	35,050 Magyarországon engedélyezett
66	35,060 Magyarországon engedélyezett
67	35,070 Magyarországon engedélyezett
68	35,080 Magyarországon engedélyezett
69	35,090 Magyarországon engedélyezett
70	35,100 Magyarországon engedélyezett
71	35,110 Magyarországon engedélyezett
72	35,120 Magyarországon engedélyezett
73	35,130 Magyarországon engedélyezett
74	35,140 Magyarországon engedélyezett
75	35,150 Magyarországon engedélyezett
76	35,160 Magyarországon engedélyezett
77	35,170 Magyarországon engedélyezett
78	35,180 Magyarországon engedélyezett
79	35,190 Magyarországon engedélyezett
80	35,200 Magyarországon engedélyezett
81      35,210 Magyarországon engedélyezett
82      35,220 Magyarországon engedélyezett
```

### 35 MHz B-sáv
```
Ch.	MHz.
182	35,820
183	35,830
184	35,840
185	35,850
186	35,860
187	35,870
188	35,880
189	35,890
190	35,900
191	35,910
```

### 35 MHz UK-sáv
```
Ch.	MHz.
255	34,950
256	34,960
257	34,970
281	35,210
282	35,220
283	35,230
284	35,240
285	35,250
258	34,980
259	34,990
260	35,000
286	35,260
287	35,270
288	35,280
289	35,290
290	35,300
```

### 36 MHz
```
Ch.	MHz.
601	36,010
602	36,020
603	36,030
604	36,040
605	36,050
606	36,060
607	36,070
608	36,080
609	36,090
610	36,100
611	36,110
612	36,120
613	36,130
614	36,140
615	36,150
616	36,160
617	36,170
618	36,180
619	36,190
620	36,200
621	36,210
622	36,220
623	36,230
624	36,240
625	36,250
626	36,260
627	36,270
628	36,280
629	36,290
630	36,300
631	36,310
632	36,320
633	36,330
634	36,340
635	36,350
636	36,360
637	36,370
638	36,380
639	36,390
640	36,400
641	36,410
642	36,420
643	36,430
644	36,440
645	36,450
646	36,460
647	36,470
648	36,480
649	36,490
650	36,500
651	36,510
652	36,520
653	36,530
654	36,540
655	36,550
656	36,560
657	36,570
658	36,580
659	36,590
```

### 40 MHz HUN
```
Ch.	MHz.
50	40,665 Magyarországon engedélyezett
51	40,675 Magyarországon engedélyezett
52	40,685 Magyarországon engedélyezett
53	40,695 Magyarországon engedélyezett
54	40,715
55	40,725
56	40,735
57	40,765
58	40,775
59	40,785
81	40,815
82	40,825
83	40,835
84	40,865
85	40,875
86	40,885
87	40,915
88	40,925
89	40,935
90	40,965
91	40,975
92	40,985
```

### 41 MHz
```
Ch.	MHz.
400	41,000
401	41,010
402	41,020
403	41,030
404	41,040
405	41,050
406	41,060
407	41,070
408	41,080
409	41,090
410	41,100
411	41,110
412	41,120
413	41,130
414	41,140
415	41,150
416	41,160
417	41,170
418	41,180
419	41,190
420	41,200
```

### 72 MHz
```
Ch.	MHz.
11	72,010
12	72,030
13	72,050
14	72,070
15	72,090
16	72,110
17	72,130
18	72,150
19	72,170
20	72,190
21	72,210
22	72,230
23	72,250
24	72,270
25	72,290
26	72,310
27	72,330
28	72,350
29	72,370
30	72,390
31	72,410
32	72,430
33	72,450
34	72,470
35	72,490
36	72,510
37	72,530
38	72,550
39	72,570
40	72,590
41	72,610
42	72,630
43	72,650
44	72,670
45	72,690
46	72,710
47	72,730
48	72,750
49	72,770
50	72,790
51	72,810
52	72,830
53	72,850
54	72,870
55	72,890
56	72,910
57	72,930
58	72,950
59	72,970
60	72,990
```

### 2,4 GHz
Nem fix frekvencia. Egyszerre akár 32 csatornát is használnak ezek az eszközök. A Futaba FASST rendszer pl. 2 ms-onként csatornát vált, így elkerülhető a csatornák keresztezése, bezavarása. A biztonságot növeli a rádió egyedi hardveres azonosítása, ami lehetővé teszi, hogy adott rádióadó csak hozzárendelt (megtanított) rádióvevőkkel működhessen együtt. A Futaba rendszerein kívül más gyártók is használják a 2,4 GHz-es frekvenciát.

## Modellpályák

### Modellrepterek
- Tahitótfalu – Váci-Rév VÍZMŰVEK védőterület
- Pilisvörösvár – mezőgazdasági terület - „Kis reptér”
- Pilisszentlászló – szántó „Nagy Reptér”
- Csillaghegy Pusztakúti út – Fővárosi Önkormányzat területe – „Gödör” „Mocsaras”
- Mátyásföld – Volt katonai reptér
- Hármashatárhegy – Vitorlázó reptér
- Bp. Soroksár - Model City
- Dunabogdány – Aeroglobus sárkányrepülő reptér
- Nagykanizsa – modellező reptér

### Modell-autópályák
- Kakucs gokartpálya

### Modellhajó-versenypályák
- Nagykanizsa, Csónakázó-tó
- Debrecen, Vekeri-tó
- Kecskemét, Szabadidő park
- Csongrád

## Modellező egyesületek
- Székely Mihály Modellező Egyesület, Gyomaendrőd
- Magyar Modellező Szövetség
- Mátyásföldi Modellező Baráti Kör Archiválva 2017. november 16-i dátummal a Wayback Machine-ben
- Starthely Modellező és Technikai Egyesület
- Canissa Modellező Egyesület
- Csepeli Modellező SE